# Northeast Grand Prix 2012
Navigation
Édition précédente Édition suivante
Le Grand Prix automobile de Nouvelle-Angleterre 2012 (2012 American Le Mans Northeast Grand Prix), disputé sur le 7 juillet 2012 sur le circuit de Lime Rock Park est la quatrième manche de l'American Le Mans Series 2012 et la 23e édition de cette manifestation sportive.

## Course

### Classement de la course
Classement final de la course,,.

- Les vainqueurs de chaque catégorie sont signalés par un fond jauni.
- Pour la colonne Pneus, il faut passer le curseur au-dessus du modèle pour connaître le manufacturier de pneumatiques.

| Pos.   | Catégorie | N°  | Écurie                     | Pilotes                                 | Châssis                                 | Pneus | Tours/Abandon |
| Pos.   | Catégorie | N°  | Écurie                     | Pilotes                                 | Moteur                                  | Pneus | Tours/Abandon |
| ------ | --------- | --- | -------------------------- | --------------------------------------- | --------------------------------------- | ----- | ------------- |
| 1      | P1        | 6   | Muscle Milk Pickett Racing | Lucas Luhr Klaus Graf                   | HPD ARX-03a                             | M     | 168           |
| 1      | P1        | 6   | Muscle Milk Pickett Racing | Lucas Luhr Klaus Graf                   | Honda 3.4 L V8                          | M     | 168           |
| 2      | P1        | 16  | Dyson Racing               | Chris Dyson Guy Smith                   | Lola B12/60                             | D     | 168           |
| 2      | P1        | 16  | Dyson Racing               | Chris Dyson Guy Smith                   | Mazda MZR-R 2.0 L I4 Turbo (Isobutanol) | D     | 168           |
| 3      | P2        | 055 | Level 5 Motorsports        | Scott Tucker Christophe Bouchut         | HPD ARX-03b                             | D     | 168           |
| 3      | P2        | 055 | Level 5 Motorsports        | Scott Tucker Christophe Bouchut         | Honda HR28TT 2.8 L Turbo V6             | D     | 168           |
| 4      | P2        | 37  | Conquest Endurance         | Martin Plowman David Heinemeier Hansson | Morgan LMP2                             | D     | 168           |
| 4      | P2        | 37  | Conquest Endurance         | Martin Plowman David Heinemeier Hansson | Nissan VK45DE 4.5 L V8                  | D     | 168           |
| 5      | PC        | 05  | CORE Autosport             | Jon Bennett Colin Braun                 | Oreca FLM09                             | M     | 164           |
| 5      | PC        | 05  | CORE Autosport             | Jon Bennett Colin Braun                 | Chevrolet LS3 6.2 L V8                  | M     | 164           |
| 6      | PC        | 06  | CORE Autosport             | Alex Popow Tom Kimber-Smith             | Oreca FLM09                             | M     | 164           |
| 6      | PC        | 06  | CORE Autosport             | Alex Popow Tom Kimber-Smith             | Chevrolet LS3 6.2 L V8                  | M     | 164           |
| 7      | P2        | 27  | Dempsey Racing (en)        | Patrick Dempsey Joe Foster              | Lola B12/87                             | M     | 162           |
| 7      | P2        | 27  | Dempsey Racing (en)        | Patrick Dempsey Joe Foster              | Judd-BMW HK 3.6 L V8                    | M     | 162           |
| 8      | PC        | 25  | Dempsey Racing (en)        | Henri Richard Duncan Ende (en)          | Oreca FLM09                             | M     | 162           |
| 8      | PC        | 25  | Dempsey Racing (en)        | Henri Richard Duncan Ende (en)          | Chevrolet LS3 6.2 L V8                  | M     | 162           |
| 9      | GT        | 45  | Flying Lizard Motorsports  | Jörg Bergmeister Patrick Long           | Porsche 911 GT3 RSR                     | M     | 160           |
| 9      | GT        | 45  | Flying Lizard Motorsports  | Jörg Bergmeister Patrick Long           | Porsche 4.0 L Flat-6                    | M     | 160           |
| 10     | GT        | 3   | Corvette Racing            | Jan Magnussen Antonio García            | Chevrolet Corvette C6.R GT2             | M     | 160           |
| 10     | GT        | 3   | Corvette Racing            | Jan Magnussen Antonio García            | Chevrolet 5.5 L V8                      | M     | 160           |
| 11     | GT        | 4   | Corvette Racing            | Oliver Gavin Tommy Milner               | Chevrolet Corvette C6.R GT2             | M     | 160           |
| 11     | GT        | 4   | Corvette Racing            | Oliver Gavin Tommy Milner               | Chevrolet 5.5 L V8                      | M     | 160           |
| 12     | GT        | 01  | Extreme Speed Motorsports  | Scott Sharp Johannes van Overbeek       | Ferrari 458 Italia GT2                  | M     | 160           |
| 12     | GT        | 01  | Extreme Speed Motorsports  | Scott Sharp Johannes van Overbeek       | Ferrari 4.5 L V8                        | M     | 160           |
| 13     | GT        | 56  | BMW Team RLL               | Joey Hand Dirk Müller                   | BMW M3 GT2 (E92)                        | D     | 159           |
| 13     | GT        | 56  | BMW Team RLL               | Joey Hand Dirk Müller                   | BMW 4.0 L V8                            | D     | 159           |
| 14     | GT        | 55  | BMW Team RLL               | Jörg Müller Bill Auberlen               | BMW M3 GT2 (E92)                        | D     | 159           |
| 14     | GT        | 55  | BMW Team RLL               | Jörg Müller Bill Auberlen               | BMW 4.0 L V8                            | D     | 159           |
| 15     | GT        | 17  | Team Falken Tire (en)      | Wolf Henzler Bryan Sellers              | Porsche 911 GT3 RSR                     | F     | 158           |
| 15     | GT        | 17  | Team Falken Tire (en)      | Wolf Henzler Bryan Sellers              | Porsche 4.0 L Flat-6                    | F     | 158           |
| 16     | GT        | 48  | Paul Miller Racing         | Bryce Miller Sascha Maassen             | Porsche 911 GT3 RSR                     | D     | 157           |
| 16     | GT        | 48  | Paul Miller Racing         | Bryce Miller Sascha Maassen             | Porsche 4.0 L Flat-6                    | D     | 157           |
| 17     | GT        | 44  | Flying Lizard Motorsports  | Seth Neiman Marco Holzer                | Porsche 911 GT3 RSR                     | M     | 157           |
| 17     | GT        | 44  | Flying Lizard Motorsports  | Seth Neiman Marco Holzer                | Porsche 4.0 L Flat-6                    | M     | 157           |
| 18     | GT        | 23  | Lotus / Alex Job Racing    | Bill Sweedler Townsend Bell             | Lotus Evora GTE                         | Y     | 156           |
| 18     | GT        | 23  | Lotus / Alex Job Racing    | Bill Sweedler Townsend Bell             | Toyota-Cosworth 3.5 L V6                | Y     | 156           |
| 19     | PC        | 52  | PR1/Mathiasen Motorsports  | Butch Leitzinger Ken Dobson             | Oreca FLM09                             | M     | 156           |
| 19     | PC        | 52  | PR1/Mathiasen Motorsports  | Butch Leitzinger Ken Dobson             | Chevrolet LS3 6.2 L V8                  | M     | 156           |
| 20     | P1        | 20  | Dyson Racing               | Michael Marsal Eric Lux                 | Lola B11/66                             | D     | 153           |
| 20     | P1        | 20  | Dyson Racing               | Michael Marsal Eric Lux                 | Mazda MZR-R 2.0 L I4 Turbo (Isobutanol) | D     | 153           |
| 21     | GTC       | 22  | Alex Job Racing            | Cooper MacNeil Leh Keen                 | Porsche 911 GT3 Cup                     | Y     | 151           |
| 21     | GTC       | 22  | Alex Job Racing            | Cooper MacNeil Leh Keen                 | Porsche 4.0 L Flat-6                    | Y     | 151           |
| 22     | GTC       | 34  | Green Hornet Racing        | Peter LeSaffre Damien Faulkner          | Porsche 911 GT3 Cup                     | Y     | 151           |
| 22     | GTC       | 34  | Green Hornet Racing        | Peter LeSaffre Damien Faulkner          | Porsche 4.0 L Flat-6                    | Y     | 151           |
| 23     | GTC       | 32  | GMG Racing                 | James Sofronas Alex Welch               | Porsche 911 GT3 Cup                     | Y     | 150           |
| 23     | GTC       | 32  | GMG Racing                 | James Sofronas Alex Welch               | Porsche 4.0 L Flat-6                    | Y     | 150           |
| 24     | GTC       | 11  | JDX Racing                 | Chris Cumming Michael Valiante          | Porsche 911 GT3 Cup                     | Y     | 150           |
| 24     | GTC       | 11  | JDX Racing                 | Chris Cumming Michael Valiante          | Porsche 4.0 L Flat-6                    | Y     | 150           |
| 25     | GTC       | 33  | Green Hornet Racing        | Peter LeSaffre Anthony Lazzaro          | Porsche 911 GT3 Cup                     | Y     | 148           |
| 25     | GTC       | 33  | Green Hornet Racing        | Peter LeSaffre Anthony Lazzaro          | Porsche 4.0 L Flat-6                    | Y     | 148           |
| 26     | PC        | 9   | RSR Racing                 | Bruno Junqueira Tomy Drissi             | Oreca FLM09                             | M     | 146           |
| 26     | PC        | 9   | RSR Racing                 | Bruno Junqueira Tomy Drissi             | Chevrolet LS3 6.2 L V8                  | M     | 146           |
| 27     | GTC       | 66  | TRG                        | Mike Piera Spencer Pumpelly             | Porsche 911 GT3 Cup                     | Y     | 145           |
| 27     | GTC       | 66  | TRG                        | Mike Piera Spencer Pumpelly             | Porsche 4.0 L Flat-6                    | Y     | 145           |
| 28 DNF | GT        | 02  | Extreme Speed Motorsports  | Ed Brown Guy Cosmo                      | Ferrari 458 Italia GT2                  | M     | 153           |
| 28 DNF | GT        | 02  | Extreme Speed Motorsports  | Ed Brown Guy Cosmo                      | Ferrari 4.5 L V8                        | M     | 153           |
| 29 DNF | PC        | 8   | Merchant Services Racing   | Kyle Marcelli Antonio Downs             | Oreca FLM09                             | M     | 21            |
| 29 DNF | PC        | 8   | Merchant Services Racing   | Kyle Marcelli Antonio Downs             | Chevrolet LS3 6.2 L V8                  | M     | 21            |
| DNS    | P2        | 95  | Level 5 Motorsports        | Scott Tucker Luis Díaz                  | HPD ARX-03b                             | D     | -             |
| DNS    | P2        | 95  | Level 5 Motorsports        | Scott Tucker Luis Díaz                  | Honda HR28TT 2.8 L Turbo V6             | D     | -             |